# Conseils collatéraux

Carte des Pays-bas Habsbourgeois

Les conseils collatéraux étaient les trois principaux organes du gouvernement central des Pays-Bas pendant l'Ancien Régime. Ils prennent leur origine dans les diverses configurations du conseil ducal établi dans les États bourguignons pour accompagner le duc. Ils ont été formalisés par les ordonnances de régence de l'empereur Charles Quint, données le 1er octobre 1531. Ils ont fonctionné de façon quasiment permanente pendant le règne des Habsbourg, à l'exception d'une courte période où siégea seul le Conseil d'État, et sont considérés comme l'ancêtre du Conseil d'État du royaume des Pays-Bas

## Création
La création des trois conseils collatéraux par l'empereur Charles-Quint s'inscrit dans la série d'ordonnances qu'il donna en 1531 pour organiser la régence de ses Pays-Bas après la mort de sa tante, Marguerite d'Autriche, qui assurait jusqu'alors cette tâche. Elle était appuyée par un bureau des finances, dominé par Antoine de Lalaing, comte de Hoogstraten et par un conseil à géométrie variable, suivant l'ordre du jour. Ces deux institutions étaient issues de la spécialisation progressive des conseillers ducaux. 
Les ordonnances de 1531 formalisaient ce système afin d'accompagner la nouvelle régente, Marie de Hongrie. Il s'agisait pour l'empereur de s'assurer un gouvernement plus fidèle que celui de sa tante : plus âgée que lui, connaissant tous les grands du pays, disposant comme comtesse de Bourgogne et d'Artois, ainsi que par ses deux douaires d'importantes ressources, elle avait parfois mené une politique séparée, allant jusqu'à mettre l'empereur dans une situation délicate au moment du traité de Madrid (1526), en négociant une paix séparée avec Louise de Savoie. De même, les conseillers avaient tendance à se réunir et à émettre des avis même en dehors de la convocation de la régente. Charles-Quint chercha donc à neutraliser son conseil et sa nouvelle gouvernante. Les conseils étaient plus étroitement encadrés et leurs compétences étaient divisés, tandis que la régente voyait ses ressources limitées à une simple pension. 
Les trois ordonnances sur les conseils fixaient donc les compétences des conseils, leur recrutement, leurs rapports avec la régente ainsi que leur mode de réunion.

## Organisation

### Le conseil d’État
Il s'agissait de l'organe de gouvernement le plus prestigieux. Le Conseil d'État se composait d'une douzaine de conseillers permanents, dont généralement deux prélats, sous la présidence de la régente et du président du conseil privé. En plus des conseillers, il comporte deux secrétaires et deux huissiers. Jusqu'aux années 1540, les chevaliers de l'ordre de la Toison d'or pouvaient assister aux séances comme membres surnuméraires. Il se composait de juristes et de membres de l'aristocratie. Suivant les affaires, il pouvait également entendre d'autres personnes que ses membres, notamment les chefs des finances. Il se réunissait à la convocation de la régente ; elle pouvait à sa guise convoquer tout ou partie des conseillers d’État, fixait l'ordre du jour et recueillait les voies. Le conseil traitait des affaires générales, des guerres, de la politique étrangère, recevait les ambassadeurs et les dépêches. Ses avis n'étaient que consultatifs et n'obligeaient ni la régente ni l'empereur. 
Sous la régence de Marguerite de Parme, le conseil fut le cadre de violentes oppositions entre les conseillers qu'on pourrait qualifier de techniciens et l'aristocratie. Cette dernière se sentait en effet exclue du gouvernement. La régente avait en effet pris l'habitude de ne convoquer quotidiennement que le chef-président, Viglius, le chef des finances, Berlaymont et surtout l'archevêque de Malines, Granvelle. Cette opposition domina les premiers moments de la révolte des gueux. 
Le conseil fonctionna pendant toute la guerre selon différentes modalités. Il tenta d'assurer la régence entre la mort de Luis de Requesens et l'arrivée de Don Juan d'Autriche, date à laquelle il se scinda en deux, une partie favorable au régent royal et une partie favorable aux États généraux et au prince d'Orange. Cette dernière est à l'origine du Raad van State des Pays-Bas contemporains. 

#### Chefs du conseil d’État
- 1531-1540 : Jean II Carondelet, chancelier, archevêque de Palerme
- 1540-1548 : Louis de la Schorre
- 1549-1554 : Jean de Saint-Maurits
- 1554-1577 : Viglius van Aytta

### Le conseil privé
Aussi désigné comme "secret et privé conseil". C'était le véritable lieu du gouvernement au quotidien. Il se composait d'une demi-douzaine de juristes sous la direction nominale du chancelier de Brabant, président de droit et d'un chef du conseil. À partir de la démission de l'archevêque de Palerme, en 1540, les charges de chef et de président furent toujours données à une même personne. Il était fréquent qu'une partie des conseillers privés soient également membres du conseil d’État. Comme ce dernier, il se réunissait à la convocation de la régente qui dominait les séances et pouvait appeler des membres extérieurs quand un avis d'expert était requis. Il préparait les ordonnances, traitait une partie des appels et grâces, administrait la justice et pouvait rendre des avis sur toute matière à la demande de la régente. Encore une fois, ses avis étaient purement consultatifs. 

#### Chefs-présidents du conseil privé
Il y avait théoriquement un chef du conseil, choisi parmi les conseillers et un président du conseil, office appartenant de droit au chancelier de Brabant. Ce dernier coprésidait en droit le Conseil d’État et désignait donc souvent un représentant pour le conseil privé. 
- 1531-1540 : Jean II Carondelet, chancelier de Brabant, archevêque de Palerme, président du privé conseil
  - 1531-1540 : Pierre Tayspil, président de Flandre, chef du privé conseil
- 1540-1548 : Louis de la Schorre, docteur en droit, professeur à Louvain, chef-président du conseil privé
- 1549-1569 : Viglius van Aytta,
- 1554-1573 : Charles de Tisnacq, conseiller au parlement de Malines
- 1572-1581 : Arnould Sasbout, chancelier de Gueldre
  - 1581 : Christophe d'Assonleville (de), conseiller privé, chef président par intérim.
- 1581- : Guillaume de Pamele (en), président de Flandre (pour les loyalistes)
  - 1582- : Philippe de Marnix de Sainte-Aldegonde (pour les États)
- 1592-1594 : Jean van der Burcht
- 1594-1609 : Jean Richardot

### Le conseil des finances
La troisième ordonnance de 1531 concernait le maniement des finances, devenu au fil des ans la prérogative presque exclusive du comte de Hoogstraten. L'empereur chercha donc à réduire le pouvoir de son chef des finances en lui adjoignant deux collègues et en le flanquant de trois autres conseillers : un trésorier général et deux commis. Dans les siècles qui suivirent, les trois chefs des finances, qui étaient traditionnellement recrutés dans l'aristocratie, disparurent et le trésorier général assuma la direction des finances. L'organe s'occupait avant tout de la gestion des dépenses : il approuvait toute demande de paiement par la recette générale, rédigeait et expédiait les mandements, etc. C'étaient cependant les chambres des comptes, à Bruxelles, Lille et La Haye, qui assuraient les paiements effectifs. Le Conseil des finances préparait en outre les demandes de subsides que faisait la régente aux États généraux.

## L'évolution du système
Au début des troubles, pendant la régence du duc d'Albe, le système est doublement parasité par deux éléments nouveaux. D'une part le régent ne parle pas vraiment le français, langue administrative des Pays-Bas depuis le XVe siècle. Ses secrétaires espagnols prennent donc un grand poids tandis que la procédure écrite devient systématique. D'autre part, un tribunal d'exception, le conseil des troubles se surimpose aux juridictions ordinaires avec la possibilité d'évoquer toutes les causes d'hérésie et de sédition. Les conseils d’État et privés, lieux traditionnels de la justice retenue perdent donc l'administration de la justice au profit de ce nouvel organe. 
Pendant le régime espagnol, au XVIIe siècle, le rôle du conseil d’État décroit progressivement au profit des deux autres conseils, mais surtout de commissions particulières, les jointes, déjà expérimentées au XVIe siècle de façon informelle. En outre, un système de vénalité des offices remplace les gages des conseillers rendant ces derniers inamovibles et beaucoup moins manœuvrables. 
La situation est telle qu'au début de la période autrichienne, après la guerre de Succession d'Espagne, le conseil privé est devenu le principal organe de gouvernement. Le conseil d’État n'est plus réuni, quoique ses conseillers existent toujours. Le conseil des finances et les jointes continuent à se développer jusqu'au règne de Joseph II, qui décide de fusionner tous ces organes en un conseil unique en 1787. Deux ans plus tard, la révolution brabançonne met fin au système joséphiste.